# Малабарикан
Молекулы малабарикана и его производные, малабариканы, это тритерпеновые и тритерпеноидные соединения, которые обнаружены в различных организмах. Их название произошло от тропического дерева Ailanthus malabarica (Ailanthus triphysa), откуда впервые были получены учеными в 1967 году в Национальной химической лаборатории в Пуне в Индии. Позже, большое количество малабариканов обнаружили и в других организмах, особенно в морских губках таких как Rhabdastrella globostellata.
Изомалабариканы это малабариканы, молекулы которых имеют в своем составе три углеводородных кольца, связанных в транс-син-транс положениях, в отличие от остальных малабариканов, углеводородные кольца которых связаны в транс-анти-транс положениях. В частности, эти исследования представляют интерес, так как многие из них показывают их противораковое действие на исследуемую культуру клеток.